# Société historique et littéraire polonaise
La Société Historique et Littéraire Polonaise è un museo francese situato a Parigi, sull'Île Saint-Louis.

## Storia
Il poeta romantico Adam Mickiewicz, proveniente dalla Polonia, visse a Parigi nel XIX secolo, e fu il maggior rappresentante della politica polacca nella città. Scrisse poemi sui suoi connazionali perseguitati in Francia e all'estero.
Il museo, fondato nel 1903 dal figlio del poeta, si concentra sulla sua vita.